# Burgstall Schartenmauer
Der Burgstall Schartenmauer, auch Gut Forsteck genannt, ist eine abgegangene mittelalterliche Burg in Scharten, einem Gemeindeteil der Gemeinde Köditz im Landkreis Hof in Bayern.
Der Burgstall war ursprünglich ein Vorwerk der Murring auf Schloss Hofeck. Seit Anfang des 15. Jahrhunderts gehörte es der Familie von Berg und war wenig später bereits Ruine. Der Sitz war auf einen Felsen gebaut. Spuren eines Walls und Mauerbrocken sind noch erkennbar.